# إعلانات الوجبات السريعة

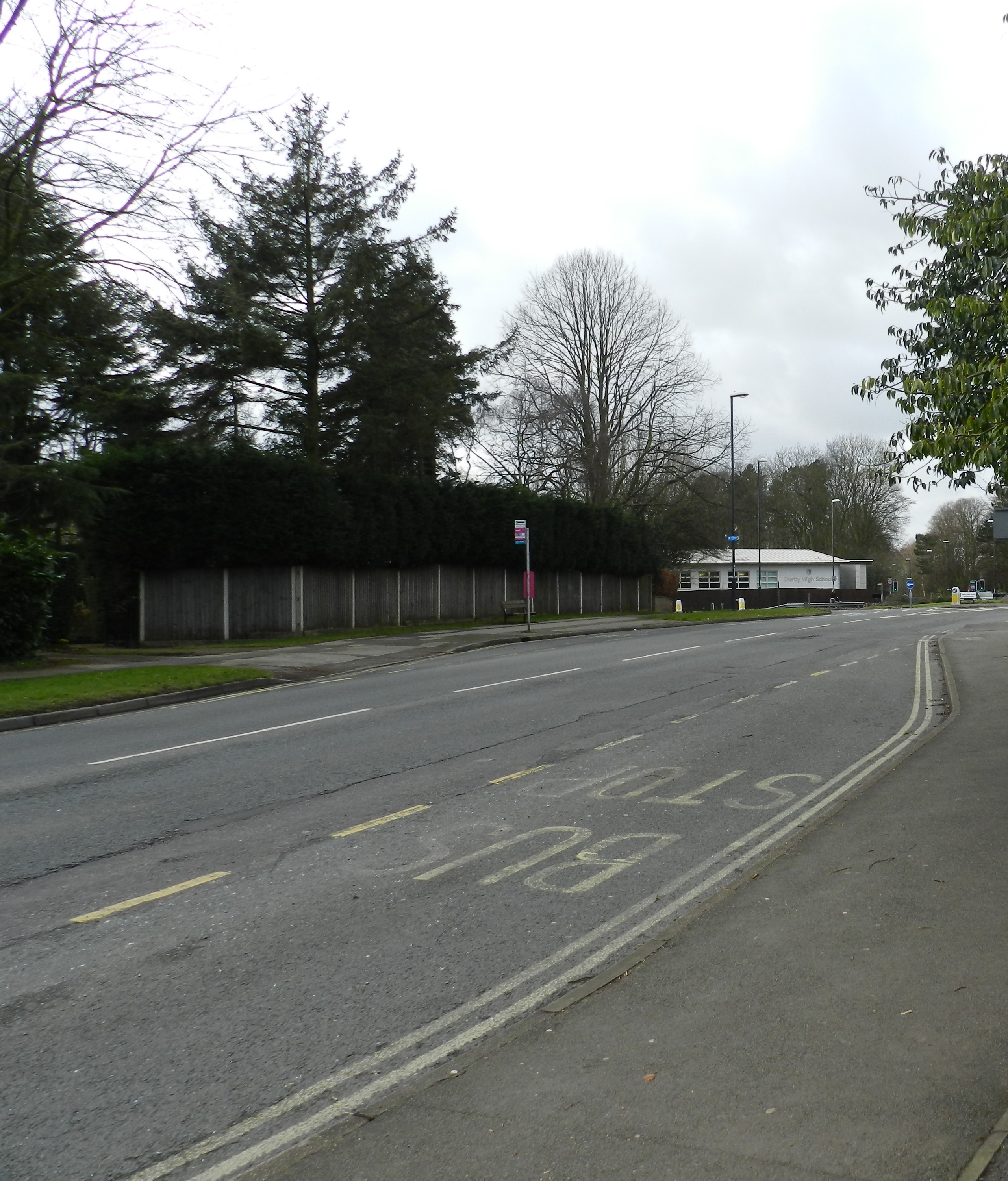
إعلان لمطعم للوجبات السريعة في محطة للحافلات في ليتلوفر، إنجلترا

إعلانات الوجبات السريعة (بالإنجليزية: Fast food advertising)‏ تعمل هذه الاعلانات على الترويج لمنتجات الوجبات السريعة، وتستخدم العديد من الأساليب للوصول إلى الجمهور.
إلى جانب السيارات، والتأمينات، ومنافذ البيع بالتجزئة، والإلكترونيات الاستهلاكية، تعد الوجبات السريعة من بين القطاعات الأكثر إعلانًا في اقتصاد الولايات المتحدة؛ حيث تم إنفاق أكثر من 4.6 مليار دولار على اعلاناتها في عام 2012م. وفي دراسة أجرتها شركة "عصر الاعلان Ad Age" في عام 2013م، لأكبر 25 معلنًا في الولايات المتحدة، جاءت ماكدونالدز في المرتبة الرابعة من حيث أكبر المعلنين (حيث أنفقت حوالي 957 مليون دولار أمريكي على الإعلانات القابلة للقياس في عام 2012م)،وجاءت سلسلة مطاعم صب واي في المرتبة التاسعة عشرة من حيث أكبر المعلنين (حيث انفقت حوالي 516 مليون دولار أمريكي).

## أغراض الحملة
مع مرور الوقت، تغيرت أغراض الحملات الإعلانية للوجبات السريعة. فبعد سنوات من الانتقادات للآثار الضارة لنظام الوجبات السريعة، تحاول العديد من الحملات الحديثة التأكيد على توفر الخيارات الصحية. حيث أدى ارتفاع الوعي بالتغذية السليمة والسمنة، إلى انخفاض دخل هذه المؤسسات، ولهذا، تحاول الحملات التسويقية لهذه المؤسسات تصحيح هذا الأمر.

### الجمهور المستهدف

غالبًا ما تستهدف بعض إعلانات مطاعم الوجبات السريعة، فئة الشباب بشكل مباشر. حيث يتم إنفاق حوالي مليار دولار سنويًا على إعلانات وسائل الإعلام الموجهة للشباب، وخاصة التلفزيون، وفي الولايات المتحدة. تشير بعض التقديرات إلى أنه مقابل كل دولار واحد تخصصه منظمة الصحة العالمية لتعزيز التغذية الصحية، تنفق صناعة الأغذية 500 دولار. وتعتبر وجبات ماكدونالدز السعيدة (هابي ميل)، والتي تتضمن لعبة مرتبطة في كثير من الأحيان بفيلم عائلي تم إصداره حديثًا، مثالاً مهمًا. رونالد ماكدونالد، وهو شخصية مهرج، تم تقديمها في الاعلانات عام 1963م، وصممت من أجل جذب انتباه الأطفال الصغار، هو مثال آخر. بالإضافة إلى ذلك، ولمزيد من الإعلان، قامت ماكدونالدز في عام 1987م، بتخصيص مكان للعب للأطفال في مطاعمها، مما يجعل مطاعمها بيئة أكثر جاذبية للأطفال. وبالإضافة إلى ذلك، وبداية من عام 1996م إلى عام 2006م، كانت هناك شراكة حصرية بين شركة ديزني، ومطاعم ماكدونالدز، حيث ربط الأثنان منتجاتهما معًا. وقد أعلنا عن انتهاء هذه الشراكة في مايو 2006م، وذكرت بعض التقارير أن ديزني كانت قلقة بشأن السمنة لدى الأطفال. وبالإضافة إلى ديزني، دخلت ماكدونالدز في شراكة أيضًا، مع نينتندو منذ عام 1985م، عندما تم تقديم نظام نينتندو الترفيهي لأول مرة. وفي عام 1987م، أنشأت ماكدونالدز أيضًا منطقة ألعاب نينتندو في مطاعمها، حيث يمكن للأطفال اللعب على أجهزة نينتندو أثناء انتظار طعامهم. وخلال عام 2007م، بدأت ماكدونالدز في توفير خدمة واي فاي WiFi من أجهزة نينتندو؛ مما يمنح الأطفال القدرة على اللعب أينما كانوا. وتحاول ماكدونالز جذب الأطفال بطرق عديدة متنوعة، لأنها تعي تمامًا أن الأطفال سيجذبون بدورهم آبائهم. فالأطفال بالنسبة لماكدونالدز غاية ووسيلة في آن واحد.

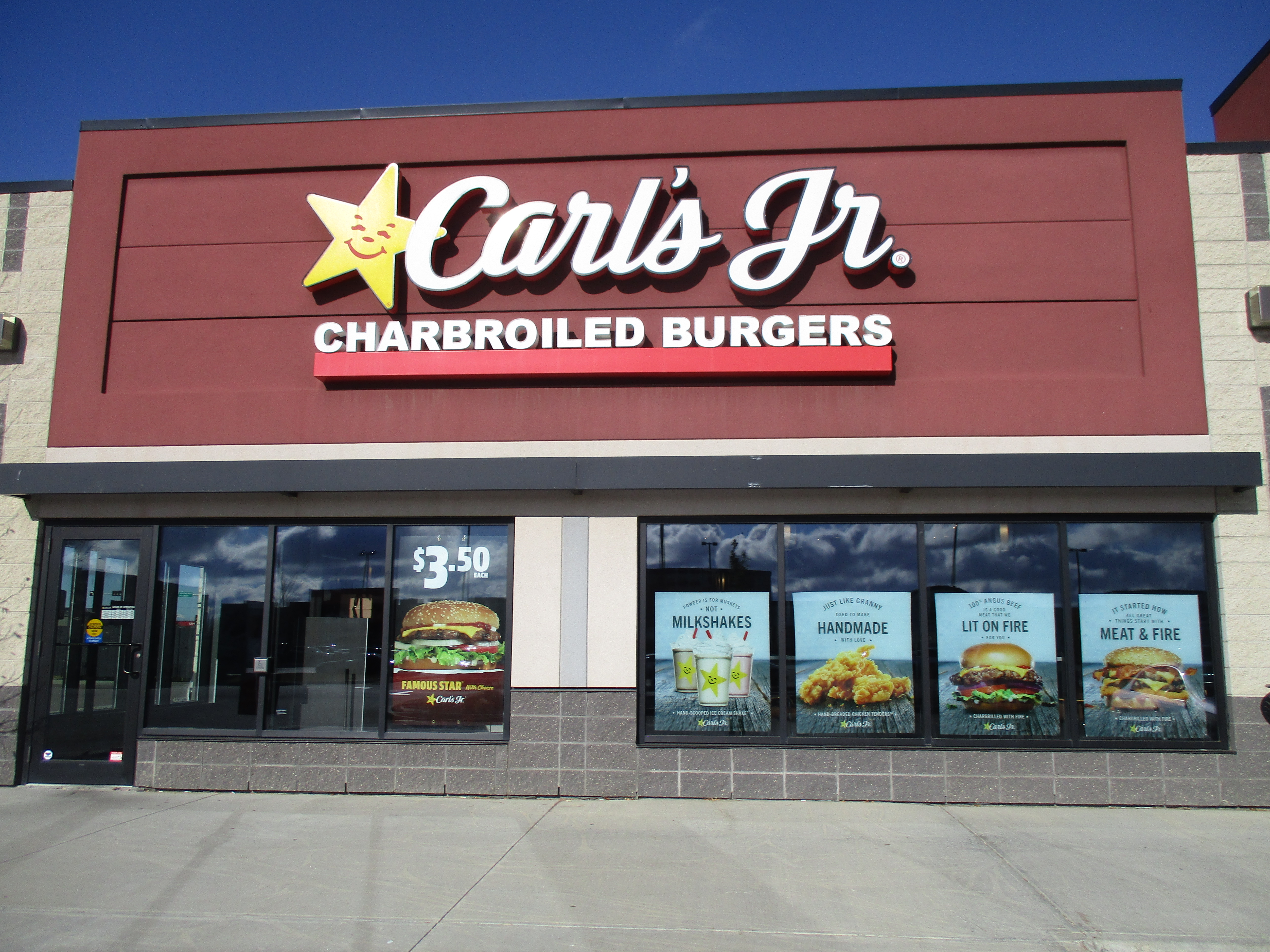

وقد وجهت سلاسل أخرى، مثل كارلز جي آر، وبرجر كنج، إعلاناتها نحو فئة مختلفة، والتي تتمثل في فئة الشباب في سن المراهقة، من خلال صور ورسائل عصرية، والتي غالبا ما تكون جنسية، تستهدف رغبة الشباب المفترضة في البرجر الكبير المليء باللحوم، والطعام الغني والمرضي. فعلى سبيل المثال، في عام 2005م، أطلقت شركة كارلز جي آر إعلانًا مثيرًا للجدل، حيث تظهر فيه باريس هيلتون، مرتدية بيكيني وتتلوى بشكل مثير على سيارة بنتلي فاخرة باهظة الثمن، وهي تستمتع بوجبة برجر كبيرة. وفي حين أثار الإعلان غضب عدد من المجموعات، إلا أن مبيعات كارل جونيور زادت بشكل كبير.

## التنظيم والنقد
أحد المجالات الرئيسة، التي تواجه فيها شركات الوجبات السريعة الضبط والتنظيم، هو مجال الإعلان عن "الوجبات السريعة" للأطفال. في المملكة المتحدة ، يهدف مشروع قانون أغذية الأطفال، إلى ضبط وتنظيم الإعلانات عن مثل هذه الأطعمة الموجهة للأطفال بشكل كبير. وتتطلع العديد من البلدان الأخرى إلى فرض قيود صارمة على إعلانات الوجبات السريعة أيضًا. وقد بدأت المفاوضات بين وكالة المعايير الغذائية، وشركات الوجبات السريعة في جهد جماعي، من أجل تحسين الأنظمة الغذائية للأطفال، على الرغم من انسحاب برجر كينج من المفاوضات.
وطالبت بعض المنظمات، بتطبيق هذه القاعدة على مختلف الأطعمة غير الصحية، بما فيها الوجبات السريعة. وفي يونيو 2006م، طالبت هيئة معايير الغذاء، بسن قوانين تمنع الإعلان عن مثل هذه الأطعمة على شاشات التلفاز قبل الساعة التاسعة مساء. وطالبت أيضًا باستبعاد الشخصيات التلفزيونية والسينمائية عن اعلانات الوجبات السريعة، ومنع المشاهير من الظهور في مثل هذه الإعلانات. وغالبًا ما تنكر شركات الوجبات السريعة، وشبكات التلفزيون التي تبث إعلاناتها، تأثير هذه الحملات، ولا تهتم بها. وزعمت بعض الشبكات أيضًا أن فرض قواعد تنظيمية أكثر صرامة، من شأنه أن يقلل من دخل الإعلانات، مما قد يقلل من جودة برامج الأطفال. في السويد ، يُحظر كل الإعلانات الموجهة للأطفال دون سن 12 عامًا، بما في ذلك إعلانات الوجبات السريعة.
وفي مواجهة القيود التنظيمية المفروضة على التلفزيون، والراديو، والصحافة المطبوعة، بدأت العديد من شركات الوجبات السريعة في الاستفادة من الإعلانات عبر الإنترنت، بهدف الوصول إلى عملائها.
في 3 يونيو 2004م، سحبت شركة كنتاكي إعلاناتها التلفزيونية الأمريكية، والتي زعمت من خلالها أن "الدجاج المقلي يمكن أن يكون في الواقع جزءًا من نظام غذائي صحي"، وذلك بعد التوصل إلى تسوية مع لجنة التجارة الفيدرالية.
تتلقى السلطات الإعلانية، بشكل منتظم، شكاوى حول إعلانات الوجبات السريعة، وعادة ما يزعم أفراد الجمهور أن صياغة الإعلانات مضللة. وبطبيعة الحال، ليس كل شكوى يتم قبولها. في الفترة ما بين 11 سبتمبر 2002م، و24 مارس 2004م، قامت هيئة معايير الإعلان في المملكة المتحدة بالتحقيق في شكاوى بشأن ستة إعلانات لماكدونالدز، وتم قبول اثنين منها فقط. وقد استخدمت هيئة معايير الإعلان إحدى الشكاوى المقبولة بوصغها دراسة حالة.
في عام 2006م، أقر الاتحاد الأوروبي قانونًا جديدًا بشأن وضع العلامات على الأطعمة، فأي طعام يحمل ادعاءً غذائيًا (مثل "قليل الدسم")، يجب أن يسلط الضوء أيضًا على احتواءه على نسبة عالية من شيء آخر (مثل "نسبة عالية من الملح")، إذا كانت هذه هي الحالة. وفي حين أن الوجبات السريعة لا تحظى عادةً بعلامة تجارية تقليدية، إلا أن هذا قد يؤثر على الإعلانات.
في نوفمبر 2006م، أعلن مكتب الاتصالات أوفكوم Ofcom، أنه سيحظر الإعلانات التلفزيونية للوجبات السريعة، قبل وأثناء وبعد البرامج التلفزيونية الموجهة لمن هم دون سن 16 عامًا في المملكة المتحدة. وقد تعرضت هذه الخطوة لانتقادات من كلا الطرفين؛ ففي حين وصفت فدرالية الطعام والشراب، الحظر بأنه "مبالغ فيه"، قال آخرون: إن القيود ليست كافية، خاصة أن المسلسلات التلفزيونية ستكون معفاة من الحظر. في الأول من أبريل 2007م، تم حظر إعلانات الوجبات السريعة في البرامج التي تستهدف الأطفال، الذين تتراوح أعمارهم بين أربع إلى تسع سنوات. واستمر التخلص التدريجي من مثل هذه الإعلانات، التي تبث أثناء البرامج "الموجهة، أو التي قد تروق للأطفال الذين تتراوح أعمارهم بين عشر سنوات وخمس عشرة سنة" على مدى الأشهر التالية،  مع تطبيق الحظر الكامل في الأول من يناير2009م.
في عام 2019م، فرض عمدة لندن، صادق خان، قيودًا على الإعلان عن الأطعمة والمشروبات غير الصحية، عبر هيئة النقل في لندن. وتشير إحدى الدراسات، إلى أن ذلك أدى إلى الانخفاض في متوسط المشتريات الأسبوعية للأسرة من الأطعمة الغنية بالدهون والملح والسكر بنسبة 7%. وشهدت مبيعات الشوكولاتة، والحلويات أكبر نسبة انخفاض. ولم يطرأ أي تغيير على مشتريات الأطعمة غير المصنفة على أنها تحتوي على نسبة عالية من الدهون والملح والسكر.

## الرعاية
قامت العديد من شركات الوجبات السريعة العالمية، برعاية فعاليات رياضية، وفرق، ودوريات. وتعد ماكدونالدز واحدة من أكبر الرعاة، ولها ارتباطات مع دوري الهوكي الوطنيNHL، والألعاب الأولمبية، وكأس العالم لكرة القدم.

### تلفزيون
بعض شركات الوجبات السريعة، ترعى البرامج التلفزيونية. حيث قامت شركة دومينوز بيتزا، برعاية عروض قناة سكاي وان، لمسلسل عائلة سيمبسون، في المملكة المتحدة لسنوات طويلة، غير أنها أفادت، أنه بسبب اللوائح الجديدة المتعلقة بالإعلان، فقد تنتهي هذه الرعاية. وفي عام 2005م، وقامت بيتزا هت، برعاية نفس البرنامج عندما تم عرضه على القناة الرابعة البريطانية، كما استمرت اتفاقية الرعاية بين سكاي، ودومينوز.
شركات الوجبات السريعة، كانت هي الراعي الرئيسي لرسوم الكارتون، التي كانت تبث صباح يوم السبت في الولايات المتحدة، حيث كانت تعلن عن وجبات أطفالها. وغالبًا ما تصور إعلانات الوجبات السريعة، الوجبات الخفيفة على أنها ممتعة، وتصورها بألوان زاهية وشخصيات متحركة، مما يجذب الأطفال بشكل خاص. عندما أقامت ماكدونالدز شراكة مع شركة ديزني، حظيت العروض الترويجية لوجبات ماكدونالدز بمتابعة كبيرة من قبل فئة الشباب. وقد أدى هذا الإقناع للأطفال إلى زيادة معدلات السمنة والتغذية غير السليمة بين الشباب في جميع أنحاء العالم. وقد تم تنفيذ انسحاب شركة ديزني من شراكتها مع ماكدونالدز، ومنذ ذلك الحين لم يحدث تعاون بين الشركتين.

## روابط خارجية
- " اختيارات الأطفال الغذائية، وفهم الوالدين وتأثيرهما، ودور الترويج للأطعمة " في Ofcom (المملكة المتحدة)
- " الإعلان عن الطعام " في Young Media Australia
- " رفض حظر إعلانات الوجبات السريعة على شاشات التلفاز " في صحيفة سيدني مورنينج هيرالد ، 14 سبتمبر 2005 (أستراليا)
- " ميزانيات الإعلان مرتبطة بشعبية الوجبات السريعة " في صحيفة نورويتش يونيون ، 1 ديسمبر 2005 (المملكة المتحدة)
- الإعلانات مقارنة بالواقع (مقال)